# Margaret Laurence
Pour les articles homonymes, voir Laurence.
 (juin 2015).
Si vous disposez d'ouvrages ou d'articles de référence ou si vous connaissez des sites web de qualité traitant du thème abordé ici, merci de compléter l'article en donnant les références utiles à sa vérifiabilité et en les liant à la section « Notes et références ».
Margaret Laurence, née Jean Margaret "Peggy" Wemyss le 18 juillet 1926 à Neepawa, au Manitoba, et morte le 5 janvier 1987 à Lakefield, aujourd'hui Selwyn, en Ontario, est une écrivaine canadienne de langue anglaise.

## Biographie

### Jeunesse et vie familiale
Son père, Robert Harrison Wemyss, était avocat, et sa mère est née Verna Jean Simpson. Sa mère meurt alors qu'elle n'a que 4 ans, en 1930, et son père se remarie avec la sœur de cette dernière, Margaret Campbell Simpson, professeur, puis bibliothécaire. Son père meurt d'une pneumonie cinq ans plus tard, en 1935, la laissant sous la garde de sa belle-mère durant la majeure partie de son enfance.
Dès l'âge de sept ans, elle commence à écrire des histoires et de la poésie.
Peggy, fortement encouragée vers l'écriture par sa belle-mère, commence par écrire des articles pour le Black and Gold, journal du Neepawa Collegiate. Elle a environ 15 ans.
Diplômée de l'école secondaire (High School en anglais) en 1944, elle entame immédiatement un Bachelor of Arts à l'université de Winnipeg, et obtient son diplôme en 1947.
Elle épouse John Fergus Laurence, le 13 septembre 1947, à l'église de Neepawa et travaille un temps comme reporter au journal de gauche The Westerner, puis au Winnipeg Citizen, couvrant des événements sociaux et politiques, signant en outre des critiques littéraires.
Atteinte d'un cancer du poumon, elle se suicide par overdose dans sa maison le 5 janvier 1987.

### L'Afrique
Passionnée par la culture africaine, elle vit quelques années en Afrique, traduisant et publiant une anthologie du folklore somalien. « L’Afrique transforme la jeune occidentale, libérale et idéaliste qu’est Margaret Laurence en une femme pleine de maturité qui voit de première main les problèmes des nations émergentes. Elle sympathise avec les peuples africains et lit tout ce qui se rattache à leur histoire et à leur littérature en profondeur. Sa première œuvre de fiction publiée, Uncertain Flowering, figure dans l’anthologie de Whit Burnett publiée en 1954. Elle est suivie de plusieurs autres histoires qui se déroulent au Ghana, et qui sont publiées dans diverses revues, et plus tard rassemblées sous le titre The Tomorrow-Tamer and Other Stories, publié en 1963. Son premier roman, This side of Jordan, est rédigé au Ghana et s’y déroule également. Il est publié en 1960. Tous les romans africains de Margaret Laurence reflètent une détermination d’apprentissage de l’écriture, ainsi qu’un talent naissant basé sur une confiance passionnée en la dignité et le potentiel de chaque être humain. » 
Au moment de la naissance de sa fille, en 1952, elle vit en Angleterre, mais réside à la Côte-de-l'Or quand elle donne naissance à son fils en 1955. Peu avant l'indépendance de Ghana, elle rentre avant au Canada et vit cinq ans à Vancouver.

### Son œuvre
Son œuvre explore les thèmes de la place de l'individu, surtout de la femme, dans la société canadienne-anglaise. Elle présente, dans ses romans, des portraits de femmes fortes qui luttent quotidiennement pour se créer une place dans un monde majoritairement contrôlé par des hommes. Plusieurs de ses romans sont liés au village imaginaire de Manawaka, au Manitoba, bien que les personnages se trouvent éparpillés de Vancouver (The Fire-Dwellers) à l'Ontario (The Diviners).
« Margaret Laurence écrit également plusieurs livres jeunesse notoires. Jason’s Quest (1970) est un conte joyeusement inventif sur une taupe et ses amis, et son essence traite de la confrontation entre les forces de l’ombre et de la lumière. Six Darn Cows (1979) est une histoire soigneusement écrite pour les très jeunes lecteurs, et The Olden Days Coat (1979; révisé en 1982) est un conte magique de Noël.
A Christmas Birthday Story (1980) est la nouvelle version d’une œuvre écrite alors que les enfants de Margaret Laurence étaient tous petits. Son intérêt constant pour la littérature africaine s’exprime dans Long Drums and Cannons, en 1968, qui est son hommage à la recrudescence de la littérature nigériane en langue anglaise entre 1958 et 1964. »
En 1976, elle publie un recueil d'essais intitulé Heart of a Stranger.
Après sa mort, en 1989, sa fille publie ses mémoires sous le titre de Dance on the Earth.

### Implication organisationnelle
« De son domicile de Lakefield, en Ontario, Margaret Laurence est très active au sein d’organismes qui promeuvent la paix dans le monde, en particulier avec Project Ploughshares. Elle contribue également à la fondation de la Writers’ Union of Canada et de la Société d’encouragement aux écrivains du Canada, en plus d’être chancelière de l’Université Trent à Peterborough, en Ontario, de 1980 à 1983. »

### Postérité
« Margaret Laurence est nommée Compagnon de l’Ordre du Canada et elle reçoit des diplômes honorifiques de 14 universités canadiennes. The Stone Angel est le premier roman canadien à figurer parmi les lectures obligatoires pour le prestigieux concours français d’agrégation. Ses œuvres sont traduites en plusieurs langues. Avant sa dernière maladie, elle se préparait pour un voyage en Grande-Bretagne, où les romans de Manawaka ont été réédités par Virago Press, ainsi qu’en Norvège, où la traduction de The Stone Angel est un best-seller. En 2018, elle a été nommée, à titre posthume, Personnage d’importance historique national par le gouvernement du Canada. »

## Œuvres

### Romans

#### Cycle romanesque de Manawaka
- The Stone Angel (1964) - adapté au cinéma par Kari Skogland sous le titre The Stone Angel en 2007 L'Ange de pierre, Montréal, Cercle du Livre de France, 1976, 342 p.  (ISBN 9780775300758) ; réédition, Arles, B. Coutaz, 1989, 307 p.  (ISBN 9782877120142) L'Ange de pierre (nouvelle traduction), Paris, Joëlle Losfeld, coll. « Littérature étrangère », 2007  (ISBN 9782070789801) ; réédition, Québec, Éditions Alto, 2008, 428 p.  (ISBN 9782923550114)
- A Jest of God (1966) - adapté au cinéma par Paul Newman sous le titre de Rachel, Rachel en 1968 Un dieu farceur, Montréal, Cercle du Livre de France, 1981, 251 p.  (ISBN 9782890510548) Une divine plaisanterie, Paris, Joëlle Losfeld, coll. « Littérature étrangère », 2006, 255 p.  (ISBN 9782070789764) ; réédition, Québec, Éditions Alto, 2008, 331 p.  (ISBN 9782923550145)
- The Fire-Dwellers (1969) Les Habitants du feu, Paris, Joëlle Losfeld, 2009  (ISBN 9782070789795) ; autre édition sous le titre Ta maison est en feu, Québec, Éditions Alto, 2009, 428 p.  (ISBN 9782923550213)
- The Diviners (1974) Les Oracles, Montréal, Cercle du Livre de France, 1979, 540 p.  (ISBN 9782890510050) Les Devins, Paris, Joëlle Losfeld, 2010, 488 p.  (ISBN 9782070789825) ; réédition, Québec, Éditions Alto, 2012, 743 p.  (ISBN 9782923550312)

#### Autre roman
- This Side Jourdan (1960) De l'autre côté du Jourdain, Ottawa, Les Presses de l'Université d'Ottawa, 2015, 284 p.  (ISBN 9782760322493)

### Recueil de nouvelles
- The Tomorrow-Tamer, Toronto, McClelland et Stewart, 1963, 243 p.  (ISBN 9780771091704)
- A Bird in the House (1970) - recueil de nouvelles appartenant au cycle de Manawaka Un oiseau dans la maison, Paris, Joëlle Losfeld, 2012, 197 p.  (ISBN 9782070789818) ; réédition, Québec, Éditions Alto, 2010, 284 p.  (ISBN 9782923550282)

### Ouvrages de littérature d'enfance et de jeunesse
- Jason's Quest, Toronto, McClelland et Stewart, 1970, 211 p.
- Six Darn Cows, Toronto, J. Lorimer, 1979, 32 p.  (ISBN 9780888622471)
- The Olden Days Coat, Toronto, McClelland et Stewart, 1979, 40 p.  (ISBN 9780771047428)
- The Christmas Birthday Story, Toronto, McClelland et Stewart, 1982, 32 p.  (ISBN 9780771047176)

### Textes autobiographiques
- The Prophet's Camel Bell, London, Macmillan, 239 p. Une maison dans les nuages, Québec, Éditions Alto, 2012, 374 p.  (ISBN 9782923550893)
- Dance on the Earth: A Memoir(publication posthume), Toronto, McClelland et Stewart, 1989, 298 p.  (ISBN 9780771047466)

### Essais
- Heart of a Stranger, Toronto, McClelland et Stewart, 1976, 221 p.  (ISBN 9780771047107)

### Correspondances
- Entre fleuve et rivière : correspondance entre Gabrielle Roy et Margaret Laurence, Saint-Boniface (Manitoba), Éditions des plaines, 2013, 138 p.  (ISBN 9782896112494)
- Margaret Laurence & Jack McClelland : letters, Edmonton, The University of Alberta Press, 2018, 629 p.  (ISBN 9781772123357)

## Prix et honneurs
- 1966 : Prix du Gouverneur général : romans et nouvelles de langue anglaise pour A Jest of God [6]
- 1974 : Prix du Gouverneur général : romans et nouvelles de langue anglaise pour The Diviners[4]
- 2002 : Lauréat du Combat des livres pour The Stone Angel défendu par Leon Rooke
- 2006 : Inscrite par le gouvernement canadien sur la Liste des personnes d'importance historique nationale (PNH)[4]